# Krešimir Pavelić

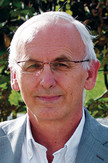
Krešimir Pavelić

Krešimir Pavelić  (* 19. Juli 1952 in Slavonski Brod) ist ein kroatischer Molekularbiologe und Krebsforscher, ehemaliger Generalsekretär der European Molecular Biology Organization (EMBO) in Heidelberg und Leiter des kroatischen Nationalen Krebsforschungsprogrammes. Seine Forschungen umfassen Arbeiten im Bereich der Molekularmedizin insbesondere erblich bedingter Krebserkrankungen. Seit etlichen Jahren beforscht er mit seinem Team auch natürliche Produkte und Arzneimittel sowie mögliche Anwendungen des Naturminerals Zeolith-Klinoptilolith.

## Leben
Im Alter von 23 Jahren schloss er das Medizinstudium an der Universität Zagreb ab und schloss zwei Jahre später mit dem Master of Science am Center for Postgraduate Studies der Universität von Zagreb ab. In den 1980ern forschte er im Bereich Onkologie, Mikrobiologie und Diabetes mellitus in Zagreb und New York. Von 1991 bis 2007 forschte er am Institut Ruđer Bošković in Zagreb und baute das dortige Institut für Molekularmedizin auf; er war ab 2003 dessen Direktor und arbeitete in den Bereichen Onkologie, Genomforschung und Proteomics. Von 2008 bis 2013 war er Generalsekretär der European Molecular Biology Organization  (EMBO). Seit 2009 ist er Direktor des Instituts für Biotechnologie an der Universität Rijeka.

## Wirken
1994 war Pavelić beteiligt an der Einrichtung des Eastern and Central European Human Tumor Bank-Netzwerkes und seit 1997 ist er Leiter des Nationalen Krebsforschungsprogrammes der Republik Kroatien. Sein Hauptforschungsgebiet liegt im Bereich von Zellmutationen und autokrinem Tumorwachstum durch insulinähnliche Wachstumsfaktoren. Weiters forscht er im Bereich des Einsatzes von Somatostatin in der Antitumortherapie sowie Ionenaustauscher (Zeolithe) in der Medizin und Krebsmedizin. Seine Expertise liegt im Bereich der Entwicklung von Krebsmedikamenten und Gentechnologie im Bereich der Tumorbekämpfung. Pavelic hat zu diesen Bereichen mehr als 300 wissenschaftliche Arbeiten verfasst und in wissenschaftlichen Magazinen veröffentlicht, zum Teil in renommierten wissenschaftlichen Zeitschriften wie Science und Oncology.

## Funktionen
Er ist in zahlreichen internationalen Forschungsvereinigungen auf europäischer Ebene tätig, war Mitglied des Standing Committee of the European Medical Research Council, der European Science Foundation (2004–2013), sowie Präsident des National Scientific Council der Republik von Kroatien (2007–2012) und Mitglied des EMBO Council sowie des Council of the European Molecular Biology Laboratory.